# 존 윌크스 부스
존 윌크스 부스(영어: John Wilkes Booth, 1838년 5월 10일 ~ 1865년 4월 26일)는 미국의 배우이자 살인범이다. 그는 에이브러햄 링컨 암살 사건의 범인으로 가장 잘 알려져 있다.
유명 배우 가문에서 태어나 17세의 나이에 연기 데뷔를 한 부스는 1850년대에 국수주의 단체 무지당에 입당하였다. 평생 남부 연합에 충성스럽던 그는 남북 전쟁이 일어난 동안 남군의 비밀 요원으로 활동했다. 1865년 3월 에이브러햄 링컨 대통령을 납치하는 그의 시도가 실패한 이후 마침내 4월 14일 포드 극장에서 에이브러햄 링컨을 암살하였고, 12일 후에 버지니아주 포트로열에서 추적자들에게 저항하다가 사살되었다.

## 어린 시절
메릴랜드주 벨에어 근처에서 태어난 부스는 10명의 자식들 중 2번째로 가장 어렸다. 그의 부친 주니어스 브루터스 부스는 잘 알려진 배우이자 과음으로 명성과 함께 괴벽스러웠다. 존과 그의 형제·자매들은 가족의 노예들에 의하여 일해진 농장에 자라왔다. 젊은이로서 부스는 밀턴 남자 기숙사 학교에 다녔고, 후에 산발적으로 세인트티머스 홀로 옮겼다. 매우 어린 나이부터 그는 천진하게 미남으로서 묘사되었다. 그를 알던 이들에게 그 일은 그의 카리스마가 있는 존재와 함께 무대를 깎아서 자신의 부친의 선례를 따를 것에 자연적으로 보였다.

## 연기 경력

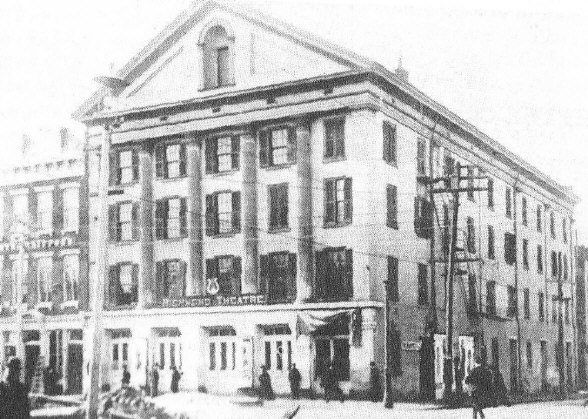
1855년 연기를 시작한 부스가 첫 무대 출연을 했던 리치먼드 극장 (1858년)

17세가 되었을 때 부스는 윌리엄 셰익스피어의 〈리처드 3세〉의 제작에서 역할과 함께 볼티모어에서 자신의 연기 데뷔를 하였다.  그의 초기 상연들은 버지니아주 리치먼드에 기지를 둔 셰익스피어 연극 회사와 전국을 순회하는 데 부스가 곧 초청된 그런 히트작이었다.
1862년 부스는 자신의 뉴욕 데뷔를 이루어 이번에는 리처드 3세에서 지도적인 역할이었다.  뉴욕 헤럴드는 그를 "진정한 감각"으로 묘사하였다.  역할을 위하여 자신의 자연적인 경향을 묘사했을 때 부스는 "난 약역이 되는 데 결심되었다."는 선언과 함께 자신의 신조를 말로 표현하였다.  순회 중에 그는 유망주로서 국민적 칭송을 받았으나 1863년 호흡기 질환은 부스가 선택이 없으나 무대로부터 일시적 휴식을 취하는 것을 의미하였다.  동년에 자신의 유명한 게티즈버그 연설을 하기 며칠 전 에이브러햄 링컨 대통령은 포드 극장에서 〈냉혹한 마음〉으로 불린 연극에 부스에 의한 상연을 보았다.

## 정치와 음모
1850년대에 부스는 미국으로 이민을 제한시키는 데 목표를 둔 무지당에 입당하였다.  1859년 그는 존 브라운의 하퍼즈페리에 급습에 이어 그의 생포와 사형에 원조한 버지니아 국민군에 가입하여 노예제를 위한 자신의 지지를 보였다.  남북 전쟁이 일어난 동안 부스는 남군을 위한 비밀 요원을 지냈다.
극장으로부터 자신의 휴식 동안 유휴 시간과 직면한 부스는 링컨 대통령을 납치하는 데 음모에 연루되었다.  계획은 링컨을 리치먼드로 데려와 평화 혹은 몸값으로 남군 포로들의 석방을 요구하는 것을 연루시켰다.  부스는 6명의 남부 동조자들을 모집했으나 워싱턴 D. C.에서 그들의 1865년 3월 시도는 자신들이 앞선 곳에 대통령이 나타나지 않았을 때 실패하였다.

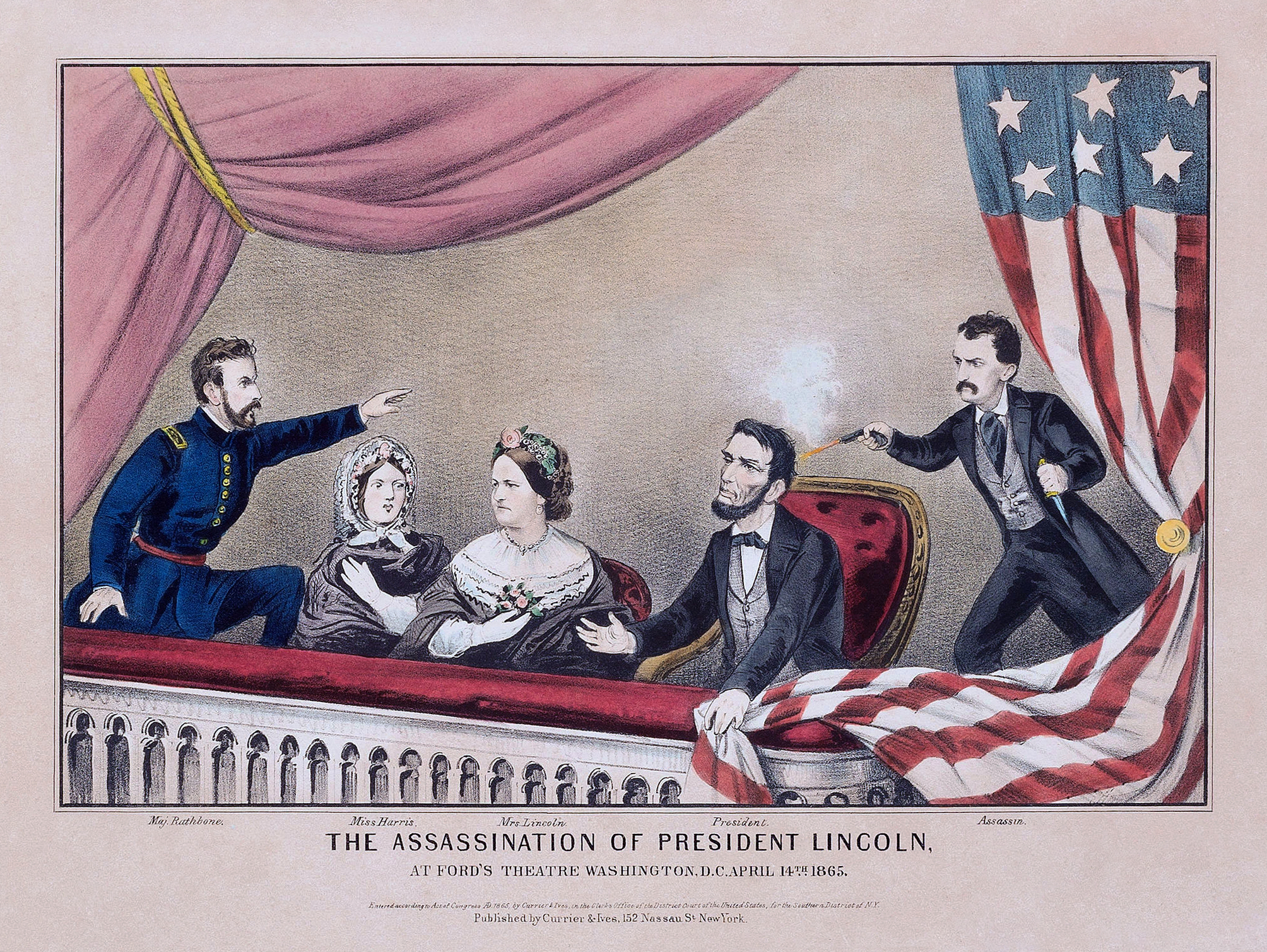
포드 극장에서 에이브러햄 링컨 대통령을 암살하는 부스 (1865년 4월 14일)

## 링컨 암살 사건
자신의 음모가 무너진 것을 본 것에 좌절한 부스는 훨씬 더욱 극단적으로 가는 데 결심하였다.  1865년 4월 14일 겨우 저녁 10시 후에 부스는 워싱턴 D. C. 포드 극장에서 링컨이 〈우리의 미국인 사촌〉 연극의 상연을 관람하고 있었을 때 그에게 총을 쏘아 살해하였다.  총격 직후, 부스는 무대에 뛰어들어 "따라서 폭군에게!  남부는 복수되었다!"고 외쳤다.
다음에 부스는 무대로부터 뛰어 내려와 진행 중에 자신의 다리가 부러졌으나 충격을 받은 군중 속의 누군가가 자신을 막기 전에 자신의 관문 말에 도달할 수 있었다.

## 사망

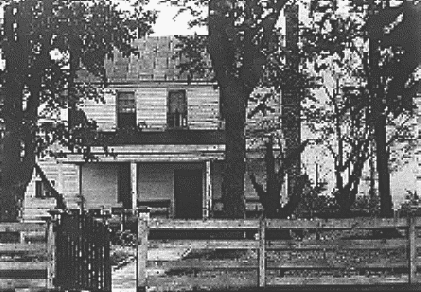
1865년 4월 26일 부스가 사망한 농장집의 현관

어떤 어려움과 함께 포토맥강을 건넌 후, 부스와 그의 공모자들은 버지니아주 포트로열에 있는 리처드 H. 개릿의 농장에 도착하였다. 조사자들은 뜨거운 추격에 있었고, 1865년 4월 26일 개릿의 헛간에 숨었던 범죄자들을 붙잡았다. 부스는 추격자들이 헛간에 불을 지르도록 박차를 가했던 항복을 거부하고 격렬하게 저항하였다. 불꽃이 헛간을 삼키면서 부스는 조사자들 중의 하나였던 북군 병사 보스턴 코빗에 의해 총에 맞았다. 코빗은 팔에 부스를 총쏘는 데 작정이었으나 그의 총탄은 대신 부스의 목을 쳤다. 총격은 그를 마비시켰다. 부스는 그러고나서 헛간으로부터 옮겨져 사망하기 전에 가넷의 현관에 3시간 동안 누워 있었다. 그의 시신은 볼티모어에 있는 그린 마운틴 묘지에 안치되었다.

## 같이 보기
- 찰스 기토
- 리언 촐고츠
- 리 하비 오스월드